# Скотт Коффі
Скотт Коффи (англ. Scott Coffey, нар. 1 травня 1967) — американський актор, режисер, продюсер, сценарист. Він грав у таких фільмах, як «Shag», «Дещо неймовірне», «Секс, брехня, безумство» і «Малхолланд Драйв». Як режисер він зняв «Еллі Паркер» і «Jupiter».